# Adolf Abramovich Ioffe
Adolf Abramovich Ioffe hay Adolph Joffe (10 tháng 10 năm 1883 – 16 tháng 11 năm 1927) là một nhà cách mạng và nhà ngoại giao Bolshevik người Nga, phục vụ chính phủ Sovnarkom của Nga Xô viết thời Vladimir Lenin.